# Diana Wynyard
Diana Wynyard, CBE (właśc. Dorothy Isobel Cox; ur. 16 stycznia 1906 w Londynie, zm. 13 maja 1964 tamże) – angielska aktorka filmowa, teatralna i telewizyjna, nominowana do Oscara za pierwszoplanową rolę w filmie Kawalkada (1933). Jej mężem był reżyser Carol Reed.